# Exeter
Exeter je hlavním městem hrabství Devon na jihozápadě Anglie. Nachází se na řece Exe. V roce 2005 měl Exeter asi 117 600 obyvatel.

## Historie

### Římané
Latinské jméno Exeteru Isca Dumnoniorum vede k závěru, že se jednalo původně o keltské oppidum nebo město rozkládající se na březích řeky Exe předtím, než zde okolo roku 50 postavili město Římané. Isca je zřejmě keltské rodové jméno a Římané k tomuto označení přidali další slovo (Isca Dumnoniorum neboli Isca Dumnoniů), aby jej odlišili od podobně označených osad např. Isca Augusta.
Isca Dumnoniorum byla opevněná osada umístěná v nejzazší části na jihozápadě Anglie. Významná část původních římských hradeb se dochovala, i když ta část, která je viditelná v současnosti, byla postavena na příkaz wessexského krále Alfréda Velikého jako ochrana západní části království po invazi vikingů roku 876. V 70. letech 19. století byly objeveny pozůstatky rozsáhlých římských lázní, ale vzhledem k tomu, že se nacházejí v bezprostřední blízkosti katedrály, nejsou přístupné veřejnosti. Exeter byl také výchozím bodem římské silnice Fosse Way.

### Sasové
Roku 876 byl Exeter (Exanceaster) obsazen Dány. V následujícím roce je král Alfréd vyhnal a v roce 894 obyvatelé města odrazili další útok Dánů. V roce 1001 byl však Exeter Dány napaden a zabrán.
V roce 1067 se město vzbouřilo proti Vilémovi I., který okamžitě vyrazil na západ a po 18 dnech zvítězil. Částí kapitulační dohody byla podmínka, že příslušníci šlechty zůstanou ve svých funkcích do doby výstavby hradu.

### Tudorové a Stuartové
Roku 1537 se stal Exeter nezávislým na hrabství. V březnu roku 1591 byla zahájena stavba chudobince a kaple v oblasti Heavitree a stavební práce byly ukončeny roku 1594. Obě stavby se dochovaly doposud (na ulici Livery Dole).
Městské motto, Semper fidelis (latinsky navždy věrný), bylo navrženo Alžbětou I., v upomínku na to, že Exeter daroval roku 1588 lodě na ochranu před útoky španělské Armady.
Exeter byl prvním městem stojícím na straně parlamentu v Anglické občanské válce na jihozápadě země, kde převažovali příznivci krále. Město bylo obsazeno royalisty 4. září 1643 a zůstalo pod jejich kontrolou téměř až do konce války a bylo jedním z posledních měst, které byly ovládnuty parlamentaristy.

### Viktoriánská doba

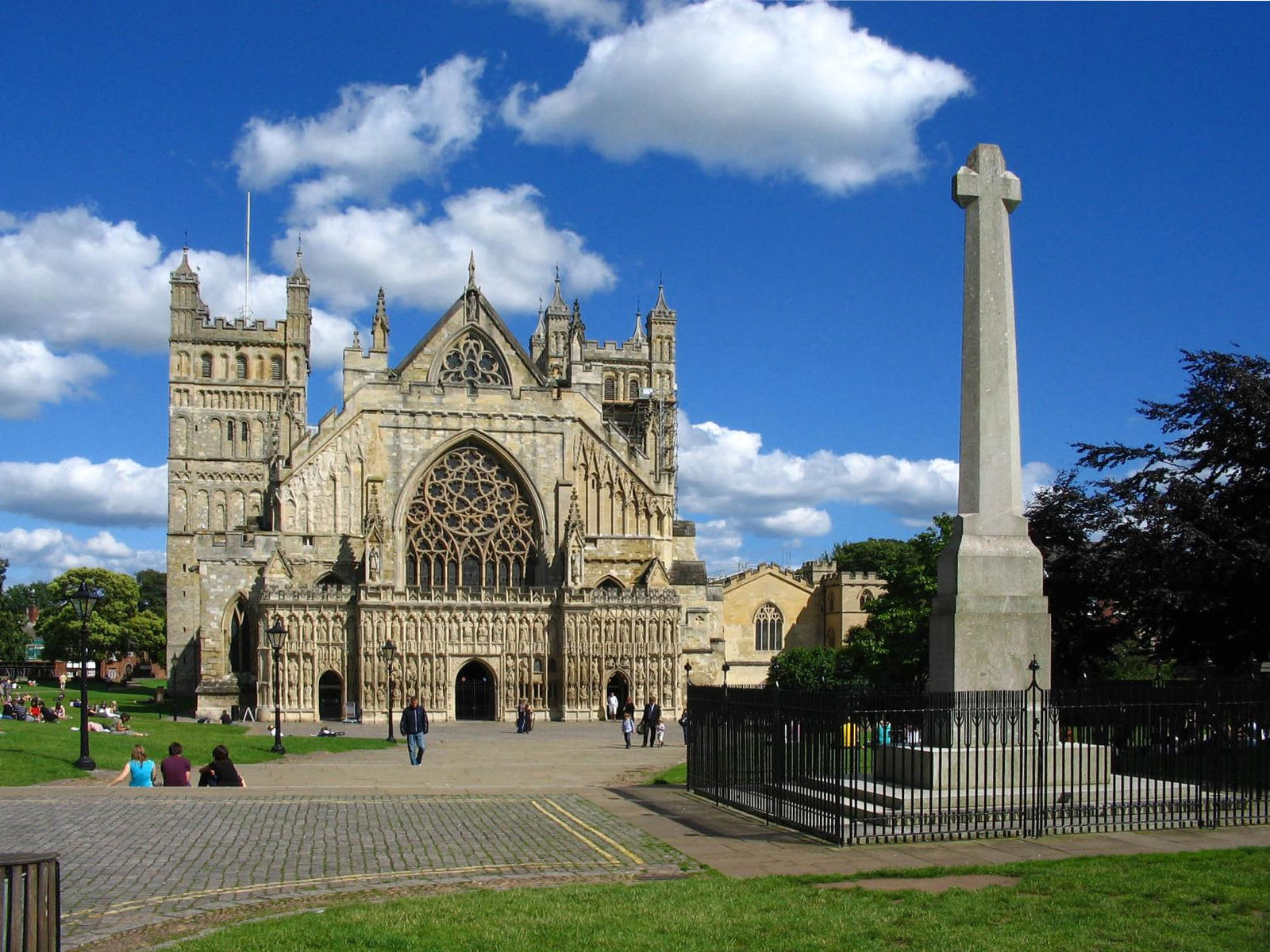
Exeterská katedrála

Na počátku Průmyslové revoluce se Exeterský průmysl rozvíjel na základě dostupných zemědělských produktů. Vzhledem k poloze města poblíž rychle tekoucích řek mělo město k dispozici vodní energii a první průmyslové zóny vznikaly v oblasti vysušených mokřin u Exe Island. Poté, co se na začátku 19. století stala hlavním zdrojem energie pára vyráběná spalováním uhlí, byl rozvoj města omezen nedostupností nalezišť uhlí a železa. Výsledkem bylo, že prudký vývoj, který poznamenal mnoho anglických měst v 19. století, se Exeteru netýkal.
První železniční spojení Exeteru s okolím železnicí bylo realizováno společností Bristol and Exeter Railway, která roku 1844 otevřela první železniční stanici na západním okraji města u St Davids. Společnost South Devon Railway Company, rozšířila železniční spojení až do Plymouthu a otevřela svou stanici u St Thomas na ulici Fore Street. Železniční stanice v centru města byla postavena společností London and South Western Railway roku 1860 při zprovozňování trati do Londýna.

### Novodobá historie
Exeter byl terčem útoků německého letectva v době druhé světové války, kdy 18 náletů v období mezi lety 1940 až 1942 poškodilo část centra města. V roce 1942 bylo město terčem náletu zápalnými pumami, který byl podniknut jako odveta za nálet RAF na Lübeck. Asi 160 000 m² v okolí ulic High Street a Sidwell Street a mnohé historické budovy byly poškozeny. Zasažena byla i Katedrála svatého Petra v centru města.
V 50. letech byly obnoveny rozsáhlé oblasti města. Většina poškozených budov byla místo rekonstrukce zbořena a nahrazena novými a byly upraveny i trasy některých ulic pro zvýšení dopravní propustnosti. Tyto poválečné budovy mají převážně menší architektonický význam než stavby které nahradily. V současné době probíhá v centru města výstavba obchodního centra (dokončení plánováno v roce 2007), které má zvýšit konkurenceschopnost Exeteru vůči okolním městům jako například Plymouthu a Bristolu.
Původně byl Exeter považován po Bathu za druhé architektonicky nejvýznamnější město na jihu Anglie. Po poválečné rekonstrukci je označován spíše za město s několika krásnými budovami než za krásné město. Výsledkem je, že ačkoli je město navštěvováno turisty, netvoří turistika dominantní část exeterské ekonomiky.

## Geografie

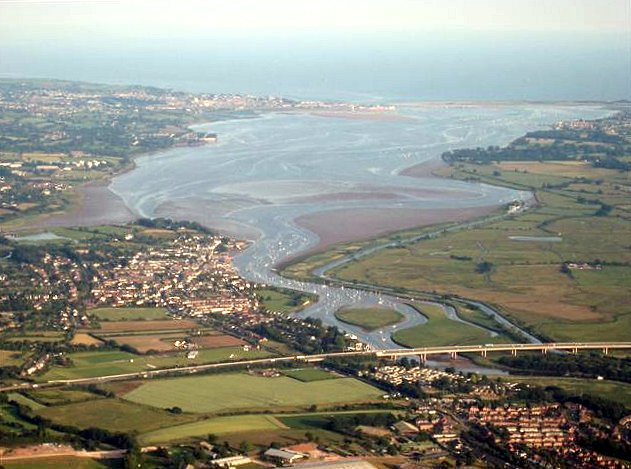
Ústí řeky Exe

Exeter byl založen na východním břehu řeky Exe v místě chráněném hřebenem strmých pahorků. Zde řeka Exe, krátce poté, co se spojí s řekou Creedy, protéká otevřenou úrodnou krajinou krátce před ústím do moře. Historicky zde bylo poslední místo, kde byla řeka Exe překlenuta mostem a až k městu byla splavná až do doby postavení hrází. Tato skutečnost v kombinací s dobrou možností obrany výše položených míst vytvářela dobré podmínky pro osídlení této oblasti.
Exeter se nachází převážně na vápencovém a slepencovém podloží i když struktura okolních oblastí je různorodá. Pahorkaté části města, například Rougemont Castle, se nachází na sopečné vyvřelině. Exeterská katedrála je umístěna na okraji této oblasti a je tak viditelná z velké vzdálenosti.

## Obyvatelstvo
Počet obyvatel města se v posledních letech výrazně zvýšil na počet asi 117 600 v roce 2005, což je asi o 6 000 více než při sčítáni obyvatel v roce 2001. Struktura obyvatel je jednou z nejhomogennějších v rámci Anglie a Walesu s 99% obyvatel bělochů s britskými předky.

## Ekonomika
Město je významným regionálním centrem průmyslu a služeb. Met Office, hlavní organizace (a jedna z nevýznamnějších na světě) zajišťující služby předpovědi počasí pro Velkou Británii, byla roku 2004 přestěhována z Braknellu do Exeteru. Je, vedle Exeterské univerzity a Devonské rady hrabství, jedním ze tří největších zaměstnavatelů ve městě a zdrojem růstu místní ekonomiky.
Rada města vyvíjí snahu, aby se město stalo nezávislou správní jednotkou. Tento status byl udělen sousedním Plymouthu a Torbay v roce 1998.

## Správa města
Exeter tvoří jeden volební obvod do parlamentu a jeho vliv v parlamentu není příliš významný.
Rada města je správním orgánem distriktu a rozsah jejich pravomocí je ovlivněn radou hrabství Devon.

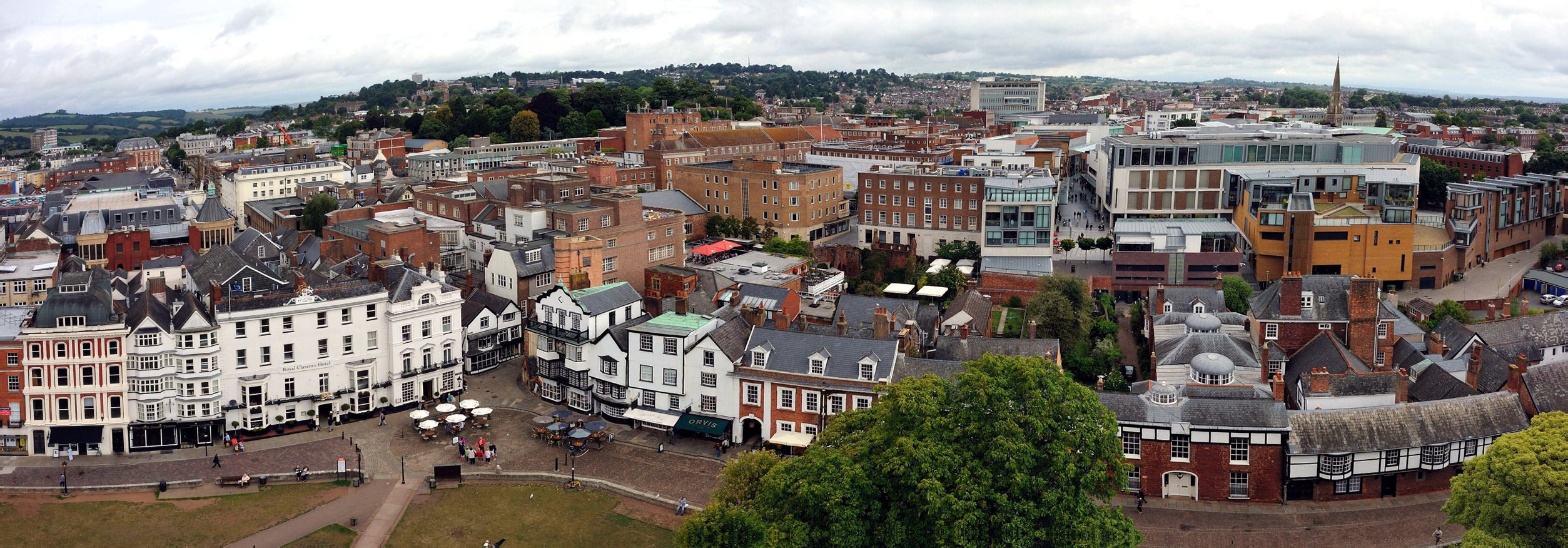
Panorama z exeterské katedrály

### Městské obvody
Následující rozčlenění města odpovídá volebním obvodům do městské rady a víceméně odpovídá historickému členění Exeteru.
- Alphington
- Beacon Heath
- Clyst St. Mary
- Cowick
- Countess Wear
- Duryard
- Exwick
- Heavitree
- Mincinglake
- Newtown
- Pennsylvania
- Pinhoe
- Polsloe
- St David's
- St James
- St Leonards
- St Loyes
- St Thomas
- Topsham
- Whipton Barton
- Wonford

## Doprava

### Silniční doprava
Dálnice M5 vedoucí do Bristolu a Birminghamu začíná v Exeteru a spojuje město s dálnicí M4 vedoucí do Londýna. Starší silnice A30 nabízí spolu s A303 a M3 kratší cestu do hlavního města. Směrem na západ je město spojeno A38 s Plymouthem a jižním Cornwallem, zatímco A30 pokračuje přes Okehampton do severního Cornwallu. Cesta autem přes centrum města bývá komplikovaná častými dopravními zácpami. Rada hrabství proto uvažuje o zavedení zpoplatnění průjezdu centrem města.

### Železniční doprava

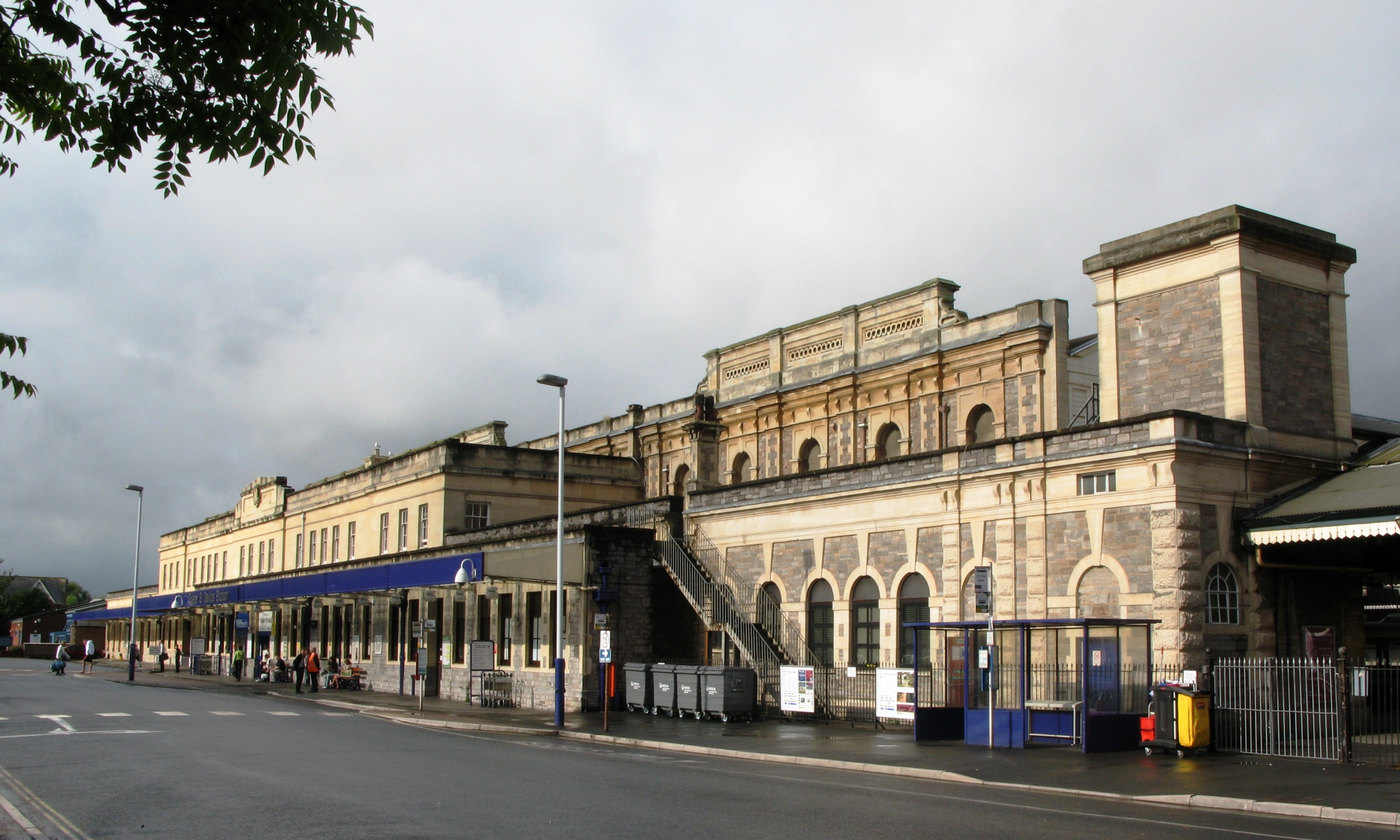
Stanice St Davids

Exeter je spojen s Londýnem dvěma železničními tratěmi. První z nich, která je rychlejší, vede přes Taunton na nádraží Paddington. Druhá, o něco pomalejší West of England Main Line, vede přes Salisbury na stanici Waterloo. Cross-Country Route spojuje město s Bristolem, Birminghamem, oblastí Midlands, severní Anglií a Skotskem. Většina vlaků z těchto tratí pokračuje dále na západ do Torbay, Plymouthu a Cornwallu.
Příměstské železniční tratě dopravují obyvatele z okolí Paigntonu, Exmouthu a Barnstaple do Exeteru. O víkendech jsou provozovány spoje do Okehamptonu a Dartmooru.
Ve městě se nacházejí dvě hlavní železniční stanice. St Davids je stanice, kde zastavují všechny vlakové spoje, zatímco Exeter Central se nachází poblíž centra města, ale zastavují zde pouze příměstské vlaky a spoje mířící na londýnskou stanici Waterloo. Na předměstí se nachází několik dalších stanic (Topsham, St James Park, Exeter St Thomas, Polsloe Bridge, Pinhoe a Digby & Sowton), v nichž ale zastavují pouze příměstské linky.

### Letecká doprava
Letiště Exeter International se nachází na východ od města. Letecká společnost Flybe je významným místním zaměstnavatelem. Z letiště jsou odbavovány pravidelné linky na vnitrostátní letiště Velké Británie a Irska a nepravidelné lety do včetně sezónních do Toronta. Mezinárodní spoje jsou zajišťovány do Paříže a Amsterdamu.

### Autobusová doprava
Hlavním autobusovým dopravcem ve městě je společnost Stagecoach Devon. Dalšími dopravci jsou Dartline a Cooks Coaches. Ulice High Street, která je určena pro pěší, cyklistickou a autobusovou dopravu je hlavním přestupním centrem pro dopravu autobusy. Doprava v rámci hrabství a dálková doprava využívá stanoviště na Paris Street, která se kříží s High Street na jejím východním konci. Některé dálkové autobusy zastavují i u železniční stanice St David's a umožňují tak přestup na železniční spoje. Dálkové spoje, provozované hlavně společností Stagecoach, směřují na východ a do severního Devonu, jejich frekvence je však velmi malá. Společnost National Expres zajišťuje mimo jiné dopravu na Letiště London Heathrow a do Londýna.

### Exeterský kanál

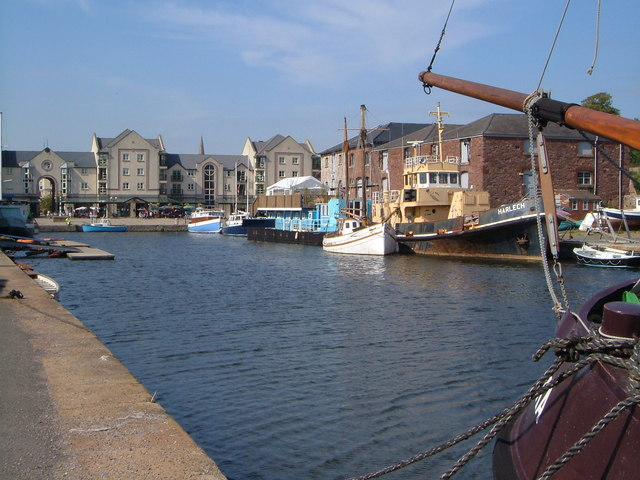
Exeterský kanál

V počátcích historie města byla řeka Exe splavná až do úrovně městských hradeb a Exeter tak byl rušným přístavem. Na počátku 13. století nechala Isabela, hraběnka z Devonu vystavět na řece hráz, aby omezila obchodní ruch ve městě. V roce 1290 byl obchod v přístavu znovu obnoven, aby byl roku 1317 znovu zablokován hrabětem z Devonu, který nechal vybudovat v Topshamu přístaviště. Z důvodu zablokování řeky musely být lodě vyloženy v Topshamu a hrabě vybíral ze převoz zboží do Exeteru velké poplatky.
Roku 1563 si exeterští obchodníci najali Johna Trewa, aby vybudoval kanál, který by umožnil obejít jezy a znovu spojil Exeter s řekou Exe. Nový kanál měl tři zdymadla s branami – jednalo se o první hráze tohoto typu v Británii. Po další staletí byl kanál rozšiřován a prohlubován aby umožnil proplutí stále větších plavidel. Využití kanálu však pokleslo s úpadkem obchodu s vlnou na počátku 19. století.
Existovaly mnohé neúspěšné pokusy o spojení města s národní sítí kanálů a železnicí na jihozápadě. Grand Western Canal (1796) pro přístup k Bristolu nebyl nikdy dokončen. Bristol & Exeter Railway, která měla vést od nádrže kanálu byla odložena roku 1832 a znovu roku 1844. Společnost South Devon Railway provozovala železniční spojení s kanálem od roku 1867, ale v té době byl kanál příliš mělký pro přístup zaoceánských lodí. Roku 1972 byla plavba lodi Esso Jersey dopravující naftu z terminálu poslední komerční plavbou kanálem. V poslední době prošel kanál renovací a slouží již jen pro rekreační účely.

## Kultura

### Významné budovy
Exeterská katedrála svatého Petra byla založena roku 1050, kdy se sem přestěhovalo sídlo biskupa z nedalekého města Crediton, protože městské hradby poskytovaly dokonalejší ochranu před piráty – především Vikingy. Z Rougemont Castle, hradu postaveného na příkaz Viléma I. pro upevnění vlády nad městem, v současnosti zbývají jen ruiny.

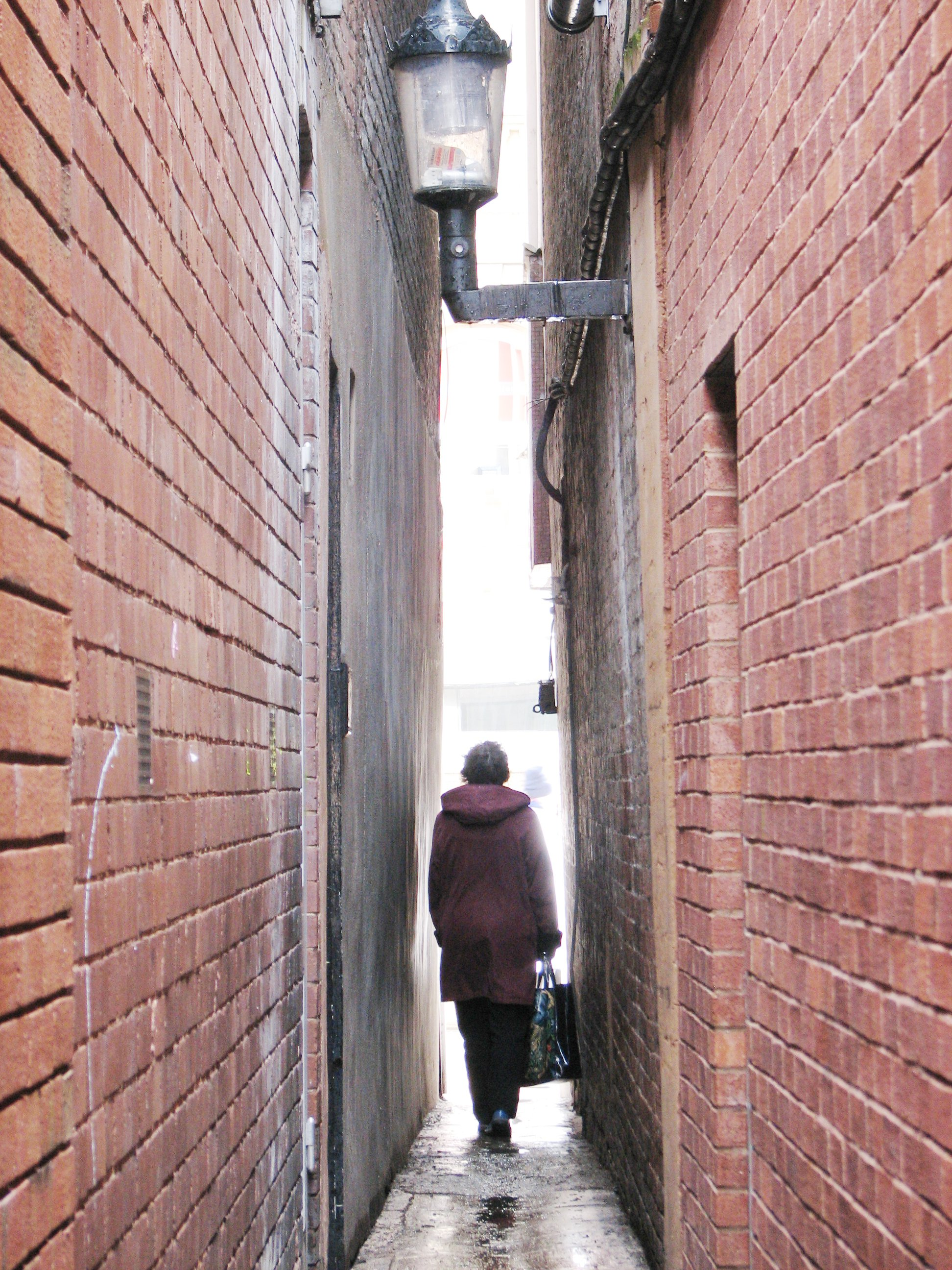
Parliament Street v Exeteru

Radnice je jednou z nejstarších obecních staveb v Anglii, která je stále používaná. V Exeteru se také nachází mnoho středověkých kostelů a Parliament Street, ulice, která je podle Guinnessovy knihy rekordů s šířkou od 1,2 m po 0,64 m nejužší ulicí na světě.
Northernhay Gardens nacházející se u severní strany hradu jsou nejstarším veřejným prostranstvím v Anglii. Byly založeny roku 1612 jako místo vycházek pro obyvatele města. Většina architektury současných zahrad pochází z Viktoriánského období.

### Divadlo
Northcott Theatre se nachází v areálu univerzity a je jedním z mála provincionálních anglických divadel se stálým souborem. Úvodním představením divadla je provedení Shakespearovy hry na nádvoří Rougemont Castle. Toto divadlo je pokračovatelem původního Královského divadla Exeter. V současné době divadlo prochází rekonstrukcí, která má být ukončena koncem roku 2007.
Ve městě se dále nacházejí dvě amatérská divadla. Jedním z nich je Barnfield Theatre  v centru města, přestavěné roku 1972 z Barnfield Hall.

### Muzea a galerie
Městské muzeum Royal Albert Memorial Museum se nachází na Queen Street. V místě kde bývala dříve univerzita na Gandy Street se nacházejí Phoenix Arts Centre a Phoenix Media Centre. Moderní galerií s dlouholetou tradicí je Spacex.

## Vzdělání

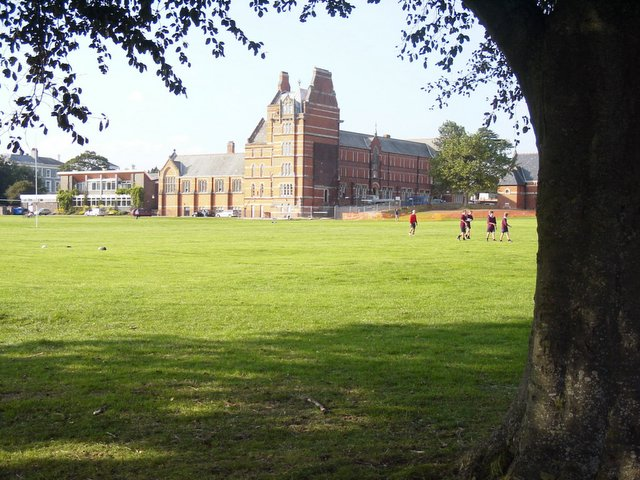
Exter school – nejstarší škola ve městě

Exeterská univerzita se nachází ve městě ve dvou areálech. Oba se pyšní nádherným parkem obklopujícím školní budovy. Univerzita je jedním z největších zaměstnavatelů ve městě. Exeter je jedním ze čtyř hlavních center Plymouthské univerzity. Město je také jedním ze dvou hlavních měst v nichž působí Peninsula Medical School. Exeterská univerzita také pořádá kursy vzdělávání dospělých.
V Exeteru dále působí asi 25 základních škol, 3 speciální školy, 5 středních škol, několik jazykových škol, škola pro sluchově postižené a škola pro zrakově postižené žáky.

## Sport
Fotbal je ve městě zastoupen klubem Exeter City FC. Ragby je na jihozápadě populárním sportem a jeho reprezentantem v Exeteru je Exeter Chiefs. Exeterský veslařský klub získal ve své historii mnoho místních i národních vítězství. Devon & Exeter Squash Club je jedním z nejaktivnějších místních klubů a každoročně pořádá Exeter Diamonds za účasti profesionálních hráčů squashe. Každý rok v dubnu je v Exteru pořádán závod v půlmaratonu – Great West Run.

## Osobnosti města
- Henrietta Anna Stuartovna (1644–1670), dcera anglického krále Karla I. a Henrietty Marie Bourbonské
- William Kingdon Clifford (1845–1879), matematik a filozof
- Chris Martin (* 1977), hlavní zpěvák, kytarista a klavírista skupiny Coldplay

## Partnerská města
- Bad Homburg vor der Höhe, Německo
- Jaroslavl, Rusko
- Rennes, Francie
- Terracina, Itálie